# Blanco y Negro Music
Blanco y Negro Music es una compañía discográfica independiente española fundada en 1983 especializada en música dance y electrónica. En sus inicios se dedicó a la importación, exportación, edición, comercialización y distribución de productos electrónicos y discos musicales en diferentes formatos. Posteriormente amplió sus actividades hacia la edición y comercialización discográfica propia firmando contratos con artistas como Raúl Orellana, Cesar de Melero, Shaggy, Cetu Javu u OBK.

## Historia
Blanco y Negro Music nace en 1978 como una tienda discográfica en la ciudad de Barcelona. El 17 de enero de 1983 se convierte en una discográfica independiente fundada por los hermanos Jaime, Félix y Luis Buget. 
A lo largo de su trayectoria, en lo que no ha perdido su carácter independiente, Blanco y Negro ha creado más de 30 subsellos para la publicación de sus grabaciones. De este modo cada subsello se caracteriza por intentar englobar, bajo una misma denominación, un mismo estilo musical como pop o new age, aunque la mayoría son de subgéneros de EDM como hardcore, gabber, mákina, techno o house. La relación completa incluye los subsellos: 76 Recordings, Acceleration, Basic Mix, Blanco y Negro Pop, Box, Celebration, Dirty Spain Recordings, Dixland Records, Fanatic, Fonk Recordings, G Tracks, Gabbers at Work Recordings, GT2 Records, Indalo Music, Insolent Tracks, Kastoria Records, Konga Music, Made in D.J., The Mansion Recordings, Neuronium Records, One Records, Out Records, Plus Recordings, PN Records, Pont Aeri Records, Re-Acceleration, Record Records, Runner Records, Sam Records, Spitfire Music, Trance Box, Tribal Spain Recordings, UR United Records y Vendetta Records.
En su historia ha contado con artistas conocidos tanto nacionalmente como Fruela, David Civera, Jorge González, Juan Magán, Azúcar Moreno, David Tavare, Raúl Orellana, Tata Golosa, OBK, Seguridad Social, Jay Santos, Romántico Latino, MadBoys, Lucenzo o Sak Noel, como internacionalmente como Alexandra Stan, Inna, Dimitri Vegas & Like Mike, Hardwell, Sasha López, Tom Boxer, ItaloBrothers, Bodybangers, Yolanda Be Cool, Bob Sinclair o Kate Ryan
Actualmente cuentan con Fruela, Jia Miles, Ruth Calixta, Edu Morlans, DJ Valdi, Roberto Sansixto,  Ángel Capel, Álvaro Noguera, Nito Solsona, Lucrecia, Andermay, Xavi Reina o Foncho en el panorama nacional, y a ItaloBrothers, Dimitri Vegas & Like Mike, Hardwell, Axwell, Natalie Horler, Rochelle, Nicky Romero, Armin Van Buuren o Tara MacDonald en el panorama internacional.

## Actividades
Su sede está ubicada en la ciudad de Barcelona y se dedica a:
- a) importación, exportación y comercialización de productos electrónicos, discos y casetes.
- b) edición y comercialización de discos de vinilo, CD, videos y similares.
- c) edición, producción y comercialización de soportes musicales etc.
- d) producción y distribución de obras audiovisuales musicales.
- e) promoción y marketing de artistas, dj´s y productores.